# Caladenia excelsa
Caladenia excelsa är en orkidéart som beskrevs av Stephen Donald Hopper och Andrew Phillip Brown. Caladenia excelsa ingår i släktet Caladenia och familjen orkidéer. Inga underarter finns listade i Catalogue of Life.